# Tinguizi
Tinguizi (* um 1913 in Bilanga; † 18. Februar 1983; auch Tinguidji, eigentlich Boubacar Loumbo Sêdi, auch Boubakar Lambousséri) war ein nigrischer Erzähler vom Berufsstand der Djesseré.

## Leben
Tinguizi gehörte der ethnischen Gruppe der Gourmantché an. Zu seinem Geburtsjahr existieren unterschiedliche Angaben: 1903, 1911, 1913 oder 1914. Vermutlich stammten seine Eltern ursprünglich aus Bilanga, ließen sich noch vor seiner Geburt in Téra nieder – wobei Tinguizi bei einem Aufenthalt in Bilanga geboren wurde – und übersiedelten schließlich nach Dargol. Sein Vater war Ackerbauer und seine Mutter Sängerin. Er lernte schon früh das Lauteninstrument Molo spielen, das in der Familie seiner Mutter verbreitet war und das typische Begleitinstrument der Djesseré ist. Tinguizi lernte das Handwerk des Djesseré bei einem Onkel mütterlicherseits. Ferner machte er wie sein Landsmann Koulba Baba eine Ausbildung bei dem malischen Griot Bansouma Cissoko.
Tinguizi wirkte zunächst am Hof des Lokalherrschers von Dori, dann 26 Jahre lang am Hof von Amirou Mossi Gaïdou, des damaligen Lokalherrschers von Dargol. Nach dessen Tod unternahm er viele Reisen und übersiedelte schließlich 1969 in die Hauptstadt Niamey. Das Forschungsinstitut für Humanwissenschaften (IRSH) in Niamey und die staatliche Rundfunkanstalt ORTN zeichneten viele seiner Vorträge auf Ton auf.
Tinguizi war ein Mâbo, ein Djesseré in der Tradition der Fulbe. In seinen vorgetragenen Epen bediente er sich der Sprachen Fulfulde, Gulmancema und Zarma. Die bekanntesten Titel aus seinem vielfältigen Œuvre lauten:
- Silamâka Ardo Macina
- Fatimata Bidâni
- Labidiédo
- Doula Pendo
- Mossi Gaïdou
- Sambo Mama
- Yowli Diawando Bokom
- Dourowel Bâli Boulo
- Boubou Ardo Galo
- Hama Bodédjo Pâté
- Hama Alla Seyni Gakoye
- Sambo Thiam[1]

Für einen Djesseré sehr ungewöhnlich trug Tinguizi seine Epen singend vor. Dies ist nur die Norm bei den traditionellen westafrikanischen Erzählern vom Berufsstand der Griots, die von den Djesseré als gesellschaftlich rangniedere Gruppe wahrgenommen werden. Gesang von Erwachsenen ist in der Songhai-Zarma-Kultur, in der die Djesseré verankert sind, eigentlich kein ehrenvolles Verhalten. Dennoch gilt Tinguizi neben Koulba Baba, Djéliba Badjé, Badjé Bannya, Nouhou Malio und Djado Sékou als einer der großen Meister der Djesseré.